# Лямбда-вирази у С++
Лямбда-вираз у С++ — анонімна функція, яка підтримує стан між викликами і може отримати доступ до змінних зі своєї області видимості. Використовуючи лямбда-вирази, можна оголошувати функції в будь-якому місці коду.
Лямбда-вирази підтримуються й іншими (окрім С++) мовами програмування, такими, як: C#, С, Python, PHP,Visual Basic .NET та іншими.

## Про лямбда-вирази
Багато мов програмування підтримують концепцію анонімних функцій, які мають тіло, але не мають ім'я. Лямбда-вирази — це техніка програмування, пов'язана з анонімними функціями. Лямбда-вираз неявно задає клас об'єкта функції і створює функцію об'єкт цього класу. Приклад лямбда-виразу можна розглянути як параметр, що передається функції std::sort()
```
#include
 
<algorithm>

#include
 
<cmath>

void
 
abssort
(
float
*
 
x
,
 
unsigned
 
N
)
 
{

    
std
::
sort
(
x
,
 
x
 
+
 
N
,
 

        
// починається лямбда-вираз

        
[](
float
 
a
,
 
float
 
b
)
 
{

            
return
 
std
::
abs
(
a
)
 
<
 
std
::
abs
(
b
);

        
});

}

```

## Об'єкти функцій і лямбда-виразів
При написанні коду часто виникає потреба використовувати вказівники на об'єкти чи на функції для вирішення деяких проблем і виконання обчислень, особливо при використанні алгоритмів STL. Вказівники на об'єкти і функції мають як переваги, так і недоліки. Для прикладу вказівники на функції мають мінімальне синтаксичне навантаження, але не зберігають свого стану між викликами, а об'єкти функції можуть зберігати стан, але вимагають додаткової синтаксичного навантаження.
Лямбда-вирази поєднують переваги вказівників на функції і об'єктів функцій і уникають їхніх недоліків. Як і об'єкти функцій, лямбда-вирази гнучкі і можуть зберігати свій стан і, водночас, їх компактний синтаксис не вимагає визначення класу. З допомогою лямбда-виразів можна написати менш громіздкий і менш схильний до помилок код, ніж з допомогою еквівалентного об'єкта функції.

## Синтаксис лямбда-виразів

### Граматика лямбда-виразів
Наступне формальне визначення виражає граматику зі стандарту ISO C++11 (елементи з opt у дужках є необов'язковими)
```
 
lambda
-
introducer
 
lambda
-
declarator
(
opt
)
 
compound
-
statement

```

Відповідні компоненти синаксису виражаються так:
lambda-introducer:
```
        [ lambda-capture(opt) ]
```

lambda-capture:
```
       capture-default
       capture-list
        capture-default , capture-list
```

capture-default:
```
       &
       =
```

capture-list:
```
        capture ... (opt)
        capture-list , capture ... (opt)
```

capture:
```
        ідентифікатор
        & identifier
       this
```

lambda-declarator:
```
        ( parameter-declaration-clause ) mutable(opt)
```

### Властивості лямбда-виразів

#### [expr]
- Пустий вираз фіксації: [] означає, що тіло лямбда-виразу не має доступу до змінних в зовнішній області видимості.
- Елемент & як параметр вказує, що тіло лямбда-виразу має доступ до всіх змінних по ссилці, якщо явно не задано інше.
- Елемент = як параметр вказує, що тіло лямбда-виразу має доступ до всіх змінних по значенню, якщо явно не задано інше.

Наприклад, якщо тіло лямбда-виразу має доступ до змінної total по посиланню, а до змінної factor по значенню, наступні вирази еквівалентні:
```
[
&
total
,
 
factor
]

[
factor
,
 
&
total
]

[
&
,
 
factor
]

[
factor
,
 
&
]

[
=
,
 
&
total
]

[
&
total
,
 
=
]

```

Часто люди припускаються таких помилок, зв'язаних з виразом фіксації:
```
struct
 
S
 
{
 
void
 
f
(
int
 
i
);
 
};

void
 
S::f
(
int
 
i
)
 
{

    
[
&
,
 
i
]{};
    
// OK

    
[
&
,
 
&
i
]{};
   
// ERROR: i preceded by & when & is the default

    
[
=
,
 
this
]{};
 
// ERROR: this when = is the default

    
[
i
,
 
i
]{};
    
// ERROR: i repeated

}

```

#### Список параметрів
Список параметрів (lambda declarator) для лямбда-виразів є необов'язковим і нагадує список параметрів функцій.
Лямбда-вираз також може приймати інший лямбда-вираз як параметр.

#### Специфікація виключних ситуацій
Можна використовувати специфікацію виключень throw(), щоб вказати, що лямбда-вираз не створює виключних ситуацій. Як і в випадку зі звичайними функціями, компілятор С++ створює попередження, якщо лямбда-вираз оголошує специфікацію виключень throw() і тіло лямбда-функції викликає виключну ситуацію, як показано в наступному прикладі:
```
	
// throw_lambda_expression.cpp

	
// compile with: /W4 /EHsc 

	
int
 
main
()
 
// C4297 expected

	
{

	   
[]()
 
throw
()
 
{
 
throw
 
5
;
 
}();

	
}

```

#### Значення, що повертається
Можна опустити вираз, що повертає значення у лямбда-виразі, якщо тіло лямбда-функції складається з одного return, або нічого не повертає. Якщо лямбда-вираз складається з одного оператора return, компілятор знаходить тип значення, що повертається з return-виразу, в противному випадку повертає значення void.
```
	
auto
 
x1
 
=
 
[](
int
 
i
){
 
return
 
i
;
 
};
 
// OK: return type is int

	
auto
 
x2
 
=
 
[]{
 
return
{
 
1
,
 
2
 
};
 
};
  
// ERROR: return type is void, deducing 

                                  		
// return type from braced-init-list not valid

```

#### Тіло лямбда-виразу
Тіло лямбда-виразу може мати доступ до таких змінних:
- Параметри

- Локально оголошені змінні

- Елементи даних класу

- Будь-яка статична змінна(наприклад глобальні функції)

Крім того лямбда-вираз може мати доступ до змінних, які воно фіксує ([]) з зовнішньої області видимості. Явно за допомогою [expr], або неявно. Тіло лямбда-виразу використовує значення за замовчуванням для доступу до неявно зафіксованих змінних.
Наступний приклад демонструє фіксацію n явно по значенню, а m — неявно по посиланню.
```
#include
 
<iostream>

using
 
namespace
 
std
;

int
 
main
()

{

   
int
 
m
 
=
 
0
;

   
int
 
n
 
=
 
0
;

   
[
&
,
 
n
]
 
(
int
 
a
)
 
mutable
 
{
 
m
 
=
 
++
n
 
+
 
a
;
 
}(
4
);

   
cout
 
<<
 
m
 
<<
 
endl
 
<<
 
n
 
<<
 
endl
;

}

```

цей приклад виводить на консоль такий результат:
```
 5
 0
```